# Lawrence M. Krauss

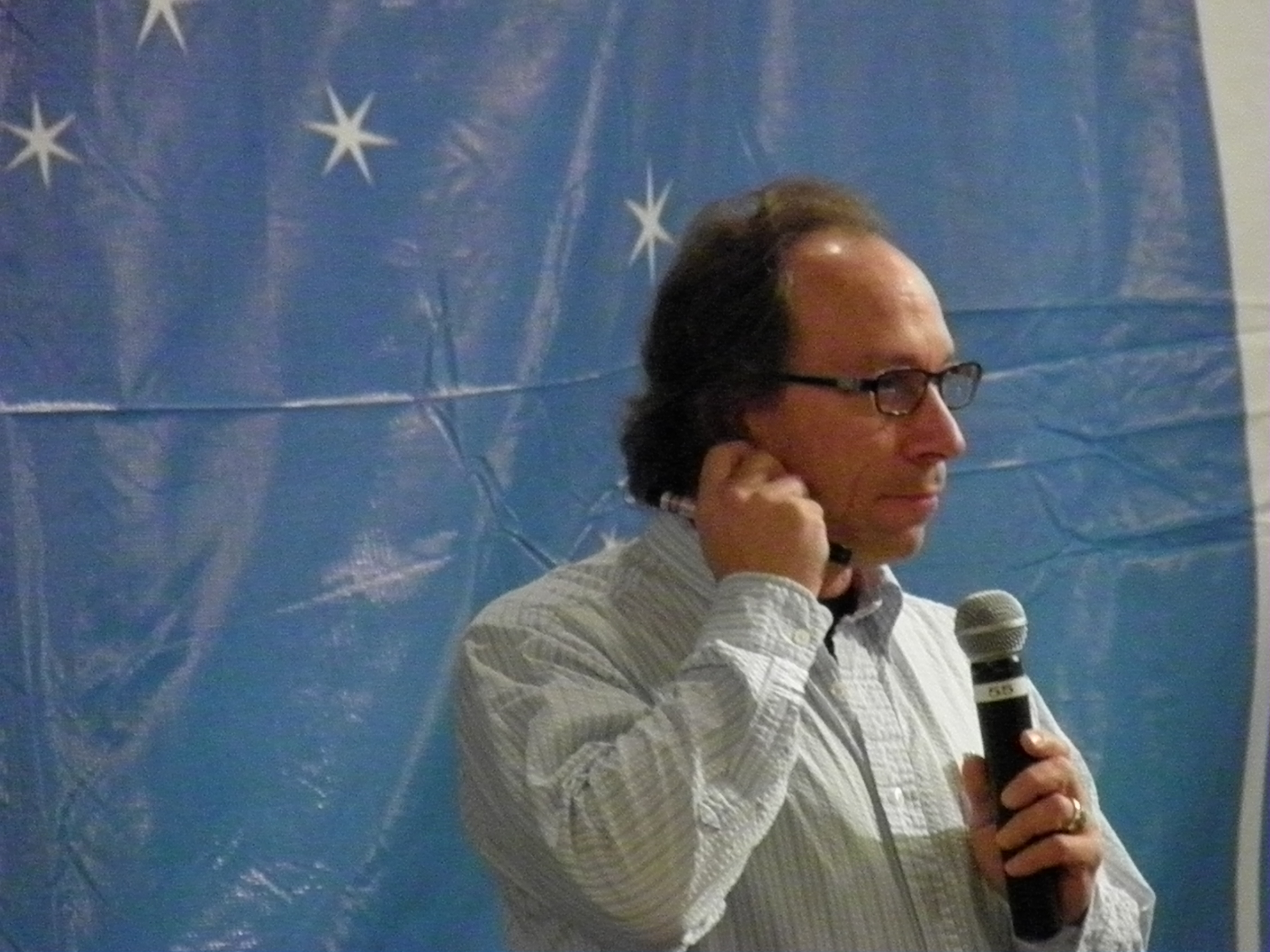
Lawrence Krauss en 2011.

Lawrence Maxwell Krauss (27 de mayo de 1954) es doctor en Física Teórica por el Instituto Tecnológico de Massachusetts y en la actualidad es director del Proyecto Orígenes en la Universidad Estatal de Arizona. Anteriormente fue profesor de Física Ambrose Swasey, profesor de astronomía y director del Center for Education and Research en la Universidad Case de la Reserva Occidental.
Tiene un amplio campo de intereses, entre los que cabe destacar la interacción entre la física de partículas elementales y la cosmología, donde sus estudios incluyen el universo temprano, la naturaleza de la materia oscura, relatividad general y la astrofísica de neutrinos. Además, afronta desde una perspectiva física la pregunta sobre el origen del Universo, en su libro Un Universo de la nada.[cita requerida]
Krauss es autor de más de 300 publicaciones sobre ciencias y divulgación científica,especialmente en el área de física y astronomía. Además, es autor de varios libros de divulgación, entre ellos Un universo de la nada, La historia más grande jamás contada… hasta ahora, El cambio climático: la ciencia ante el calentamiento global, La física de Star Trek, Más allá de Star Trek, Miedo a la física y La quinta esencia. Su galardonado Historia de un átomo: una odisea desde el Big Bang hasta la vida en la Tierra ha sido traducido al alemán, italiano, holandés, portugués, finlandés, coreano y chino.
El profesor Krauss ha recibido numerosos premios por sus investigaciones, entre los que cabe destacar el Presidential Investigator Award (1986), el Premio al conocimiento científico público de la Sociedad para el Avance de la Ciencia de EE. UU. (2000), el Premio Julius Edgar Lilienfeld de la Sociedad Norteamericana de Física (2001) y el Premio Andrew Gemant del Instituto de Física de EE. UU. (2001). 
A menudo ofrece conferencias a públicos profesionales y generales, participando asimismo en programas de radio y televisión. Krauss es uno de los pocos científicos de reconocimiento internacional interesados en crear puentes entre la ciencia y la cultura popular.
«Cada átomo en tu cuerpo vino de una estrella que estalló. Y, los átomos de tu mano izquierda probablemente vinieron de una estrella diferente a los de tu mano derecha. Es realmente la cosa más poética que sé de la física: todos somos polvo de estrellas. Tú no podrías estar aquí si no hubiera estrellas que hubieran estallado, porque los elementos -el carbono, el nitrógeno, el oxígeno, el hierro, todas las cosas que importan para la evolución- no fueron creados al principio de tiempo. En realidad, se formaron en los hornos nucleares de las estrellas y la única manera de que terminaran en tu cuerpo es que esas estrellas fueran lo suficientemente amables como para estallar. Así que olvídense de Jesús. Las estrellas murieron para que tú pudieras estar hoy aquí». Lawrence Krauss, 2009

## Lawrence M. Krauss en la cultura popular
- Krauss aparece en algunos de los vídeos musicales que componen la obra Symphony of Science de John Boswell: The Poetry of Reality (An Anthem for Science),[2] A wave of Reason[3] y We are Star Dust.[4]

## Acusaciones de acoso sexual
La microbióloga y comunicadora Mel Thomson lo denunció formalmente ante la Universidad Estatal de Arizona (ASU) tras ser testigo de un incidente en el que Krauss, invitado como conferenciante en la Convención Anual de Escépticos Australianos en Melbourne, en noviembre de 2016, tocó el pecho de una mujer mientras se tomaban una selfie durante una cena de gala del evento. Finalmente, la universidad concluyó que Krauss había violado la política de acoso sexual y lo destituyó como director del proyecto Origins, que investiga el origen del universo. En febrero de 2018, el portal de noticias BuzzFeed News publicó un artículo en el que una mujer, Melody Hensley, acusó a Krauss de conducta sexual inapropiada. Krauss negó los cargos y el 21 de octubre de 2018, publicó en su cuenta de Twitter su decisión de retirarse del puesto en la Universidad de Arizona, efectiva en mayo de 2019, cuando cumpliera 65 años.